# 1872 en Bretagne
 Chronologie de la Bretagne
- 1868
- 1869
- 1870
- 1871
- 1872
- 1873
- 1874
- 1875
- 1876

Cette page recense des événements qui se sont produits durant l'année 1872 en Bretagne.

## Politique
- Des milliers de personnes ayant pris part à la Commune de Paris et condamnées au bagne et/ou à la déportation en Nouvelle-Calédonie ou en Algérie transitent par les ports de la région[1].

## Culture
- Fondation du journal républicain Le Finistère par Louis Hémon « afin de faire pénétrer et progresser l'idée républicaine dans un milieu rural longtemps réfractaire »[1].
- Publication de « De l'authenticité des chants du « Barzaz Breiz » de M. de La Villemarquée » par François-Marie Luzel, lançant une querelle qui durera plusieurs décennies concernant le Barzaz Breiz[1].

## Société
- Début d'une épidémie de Typhus dans les arrondissements de Brest, de Quimper, et de Morlaix[1].

## Sources